# 2012 아이돌스타 알까기 선수권 대회
《2012 아이돌스타 알까기 선수권 대회》는 설날을 맞아 2012년 1월 22일 방송된 문화방송의 텔레비전 프로그램이다. 슈퍼주니어, 샤이니, 씨스타, 미쓰에이, 인피니트, 레인보우, 틴탑, 걸스데이 등 26개 팀 102명이 토너먼트 방식으로 알까기를 진행하였다.

## 프로그램 구성
예선, 본선, 스폐셜, 패자부활전으로 나뉘어 진행되었다.

## 참가자
참가자는 다음과 같다.
슈퍼주니어, 샤이니, 인피니트, 씨스타, 미스에이, G.NA, 고영욱, 문희준, 토니안, 걸스데이, 레인보우, 노을, 보이프렌드, 쥬얼리, NS윤지, 달샤벳, 틴탑, B1A4, 에이핑크, 나인뮤지스, M.I.B, 박현빈, 김지현, 정성호, 정이랑, DMTN, 레드애플, 엑스크로스, 카오스

## 우승팀
- 1위 : 걸스데이[1]
- 2위 : 틴탑[1]

## 별칭
- 알까기계의 메시 : 틴탑의 니엘이 모든 경기에서 남다른 실력을 과시하여 별칭을 얻게 되었다.[1]

## 에피소드
- 번외경기로 '쇼! 음악중심 최강자전'과 룰라, H.O.T.의 번외 경기가 펼쳐졌다.[3]
'쇼! 음악중심 최강자전'은 남자부와 여자부로 이루어졌으며, 남자부는 엠블랙과 이현, 여자부는 소녀시대와 티아라가 경기를 가졌다.
번외 경기로 룰라의 고영욱과 김지현, H.O.T.의 문희준과 토니안의 경기를 가졌다.

## 같이 보기
- 아이돌 스타 육상선수권대회 - 2010년 추석 특집
- 제2회 아이돌 스타 육상·수영선수권대회 - 2011년 설날 특집
- 제3회 아이돌 스타 육상선수권대회 - 2011년 추석 특집